# Forbidden Paradise
Forbidden Paradise és una pel·lícula muda dirigida per Ernst Lubitsch i protagonitzada per Pola Negri i Rod La Rocque. Basat en l'obra de Broadway “The Czarina” d'Edward Sheldon escrita a partir d'una història de Lajos Biro i Menyhert Lengyel, es va estrenar el 24 de novembre de 1924. Es tracta de la segona aparició de Clark Gable en una pel·lícula.

## Argument
Alexei, un jove soldat, salva la Tsarina d'un petit regne europeu d'una conspiració revolucionària i ella se n'enamora i el fa capità de la seva guarda. Enamorat, abandona la seva promesa Anna, la dama de companyia de la tsarina, només per descobrir la Tsarina no li és fidel. Desesperat, s'uneix als revolucionaris i complota contra ella. El canceller frena la revolució i la tsarina ordena la detenció d'Alexei. Tanmateix, això li provoca una gran infelicitat per lo que decideix deixar-lo lliure i que torni amb Anna. Ella busca consol en un nou afer amb l'ambaixador francès.

## Repartiment
- Pola Negri (la Tsarina Catherine)
- Rod La Rocque (capità Alexei Czerny)
- Adolphe Menjou (canceller)
- Pauline Starke (Anna)
- Fred Malatesta (ambaixador francès)
- Nick De Ruiz (el general)
- Carrie Daumery (dama de companyia)
- Clark Gable (soldat de la Tsarina, no surt als crèdits)